# Kolavanahalli, Alur
Kolavanahalli là một làng thuộc tehsil Alur, huyện Hassan, bang Karnataka, Ấn Độ.